# 2009 DP143
2009 DP143, também escrito como 2009 DP143, é um objeto transnetuniano que está localizado no Cinturão de Kuiper, uma região do Sistema Solar. Este corpo celeste é classificado como um provável cubewano. Ele possui uma magnitude absoluta de 8,4 e tem um diâmetro estimado com 92 km.

## Descoberta
2009 DP143 foi descoberto no dia 18 de fevereiro de 2009.

## Órbita
A órbita de 2009 DP143 tem uma excentricidade de 0,340 e possui um semieixo maior de 54,349 UA. O seu periélio leva o mesmo a uma distância de 38,717 UA em relação ao Sol e seu afélio a 48,784 UA.